# بحيرة بليزانت (مقاطعة هاميلتون -نيويورك)
بحيرة بليزنت، هي بحيرة تقع في جبال آديرونداك في نيويورك بالولايات المتحدة، تقع البحيرة في بلدة بحيرة بليزنت في مقاطعة هملتون. البحيرة تبلغ حوالي 5 ميل (8.0 كـم) وبطولا 1 ميل (1.6 كـم) عرضًا بطول موجه نحو اتجاه متوقع من الشمال الشرقي إلى الجنوب الغربي، وهو الجزء الأكبر في الطرف الشمالي الشرقي. المضارب هي في جهة الشمالي، وقرية بحيرة بليزنت، ومقر المملكة، هي في نهاية الغربية. يمر طريق الاندلس 8 عبر الجانب الشمالي من البحيرة، ويمر طريق ساوث شور حول الجزء الجنوبي.
ترتبط بحيرة سكاندج ببحيرة سكاندج عبر منفذ جينا وهو مجرى صغير يمر تحت الطريق 8. يصرف نهر بحيرة غروف ويتدفق من الطرف الشمالي بواسطة سبيكيولاتر.
البحيرة محاطة بالمنازل الموسمية وعلى مدار السنة. يقع الشاطئ العام في الطرف الشمالي في سبيكتولار. تم العثور على معظم المشاريع التجارية على طول الطريق 8 والمجاورة سبيكتولار في حين أن المنطقة الواقعة على طول الساحل الجنوبي هي السكنيه في الأساس

## صيد السمك
أشكال الأسماك سمكة سمولماوث، وايلي، السمك الأصفر، سمك السلمون القوس القزح المرقط، سمك السلمون البني المرقط، قاروس صخري، سلسلة البيكيلر، سمكة الشمس، بلاك بولهيد.